# Josep Gomis i Martí
Josep Gomis i Martí (Montblanc, 22 de novembre de 1934) ha estat un dels polítics montblanquins del segle xx de trajectòria política més àmplia i prolífica: vint-i-cinc anys a l'Ajuntament de Montblanc, dels quals setze com a alcalde (de 1964 a 1980), diputat provincial, procurador en Corts, president de la Diputació de Tarragona (1980-88), diputat a Corts per Convergència i Unió (en les legislatures de 1982 i 1986), conseller de Governació de la Generalitat de Catalunya (1988-92), delegat del Govern de la Generalitat a Madrid (1993-2002) i president del Consell Social de la Universitat Rovira i Virgili (2002-04). El 29 de juliol de 1996 fou nomenat fill predilecte de la vila de Montblanc.

## Inicis[calcitació]
Josep Gomis neix, l'any 1934, en una família humil, i restà sense pare als cinc anys. De ben jove col·laborà en la vida social de la vila i s'interessà per la política. A Montblanc, ho ha estat gairebé tot: jugador de futbol de l'equip Mehal·la, actor principal en les representacions teatrals i actes sacramentals, el Satanàs per excel·lència dels "Pastorets", mestre del col·legi de la Mercè, secretari del sindicat vertical, gerent de l'empresa Puntèxtil, la més important de la vila a finals dels setanta, amb gairebé 200 empleats. Amb només vint-i-sis anys, accedí per primer cop a l'Ajuntament de Montblanc. La diada de Sant Joan del 1963 es casava amb Lolita Donat i Cervelló, amb qui tindrà quatre fills.

## Batlle de Montblanc i President de la Diputació de Tarragona (1964-1988)
L'any 1964 seria nomenat alcalde pel governador civil com era de rigor en l'època de la dictadura. El seu nomenament fou fruit d'una visita a Montblanc del totpoderós ministre d'Informació i Turisme Manuel Fraga Iribarne, qui quedà enlluernat per aquell jove eixerit i ambiciós. Quaranta-vuit hores després prenia possessió del càrrec.
Durant les dècades dels seixanta i setanta del segle xx, Montblanc rep un impuls notable, ja que s'iniciaren projectes urbanístics que configuraren la vila: es pavimentaren els carrers del nucli històric, s'obriren les noves avingudes del primer eixample urbà, es construí la zona poliesportiva, s'impulsà un projecte per garantir el subministrament d'aigua, i, també, s'inicià la complexa tasca d'alliberar i restaurar la muralla medieval. Aquest darrer fou un camí complex i que, inicialment, va topar amb l'oposició ciutadana. Josep Gomis, acompanyat per Maties Solé Maseras, qui dirigiria el procés de recuperació de la muralla, va cercar la complicitat econòmica del Ministeri de Cultura per iniciar les obres de restauració al Baluard de Santa Anna, un dels indrets de major bellesa del monument. Alhora, la política municipal d'atracció d'empreses i l'existència de l'autopista de peatge AP-2 transformaren el municipi i el convertiren en un nucli, bàsicament, industrial, capgirant la secular despoblació de la vila i, àdhuc, de la comarca.
Amb l'arribada de la democràcia, Gomis, de tradició carlista i catalanista, entrà a Convergència l'any 1975 de la mà de Miquel Roca i Junyent, qui en aquell temps era advocat del consell d'administració de l'empresa montblanquina Puntèxtil i de la qual Gomis n'era gerent. L'any 1979, per les primeres eleccions municipals, Gomis obté, com a cap de llista de Convergència i Unió, guanya el 58% dels vots, els quals li atorgaven la majoria absoluta dins del consistori amb vuit regidors. Quatre anys després, repetirà la victòria amb nou dels tretze regidors.
El 1980 Josep Gomis resultaria escollit per CiU diputat provincial, i a l'octubre esdevindria President de la Diputació de Tarragona amb els vots de CiU, PSC-PSOE i PSUC. Càrrec que ostentarà fins al juliol de 1988.

## Conseller de Governació (1988-1992)
El mes de juliol de 1988 era nomenat conseller del Departament de Governació de la Generalitat de Catalunya. Llavors era una conselleria molt densa de la qual depenien l'Administració Local, els Mossos d'Esquadra, la creació de l'Escola de Policia de Catalunya, la Funció Pública de la Generalitat, els Bombers, la Direcció General del Joc, Protecció Civil, Seguretat Viària i l'Escola d'Administració Pública.
Com a conseller de Governació passà, l'any 1990, un tràngol dur amb les manifestacions ciutadanes contràries a la decisió del consell executiu de la Generalitat de Catalunya d'ubicar, en el marc del Pla Director per a la Gestió dels Residus Industrials a Catalunya, instal·lacions de tractament dels residus industrials prop de la seva vila natal, a Forès. El Pla preveia diverses infraestructures de tractament de residus industrials, una d'elles era un abocador amb una capacitat de tractament de l'ordre de 51.000 tones/any, emplaçat a Forès, un petit municipi al bell mig de la comarca de la Conca de Barberà. Una altra instal·lació polèmica fou una planta incineradora al Pla de Santa Maria (a la veïna comarca de l'Alt Camp) que preveia el tractament de 60.000 tones/any de residus líquids, pastosos i sòlids.
La notícia no fou del grat de molts dels ciutadans d'ambdues comarques que s'organitzaren en coordinadores contràries al Pla de residus. Les manifestacions contràries al Pla de residus se succeïren. A Josep Gomis, com a conseller de Governació, se li atribuïa no haver aturat l'emplaçament del macroabocador industrial de Forès i, per tant, molts ciutadans embrancats en les protestes el titllaren de "traïdor" als ciutadans de la comarca. òbviament per altres fou titllat de traïdor de forma injusta i exagerada.

## Delegat del Govern de la Generalitat a Madrid (1993-2002)
El desembre de 1992 era rellevat del càrrec de conseller de Governació i l'1 de febrer de 1993 s'incorporà a la Delegació del Govern de la Generalitat a Madrid. Des de la Delegació es realitzarà la representació del Govern català davant les institucions estatals i la promoció de la cultura catalana mitjançant el Centre Blanquerna, i la impartició de classes de català.

## President del Consell Social de la URV (2002-04)
L'any 2002, Josep Gomis i Martí cessava com a delegat del Govern de la Generalitat a Madrid. Alhora, el Govern de la Generalitat el nomenava President del Consell Social de la Universitat Rovira i Virgili, càrrec que ostentà fins a l'any 2004.

## Actualitat
És el president del Museu Arxiu de Montblanc i Comarca i de la Fundació per a persones amb diversitat funcional Onada. Abans, havia presidit la Federació Catalana de Discapacitats Intel·lectuals.

## Pensament[calcitació]
En una entrevista, apareguda en commemoració dels 100 números de la revista local montblanquina L'espitllera (any 1995), "Parlem amb Josep Gomis i Martí, Delegat del Govern de la Generalitat a Madrid", hi trobem un decàleg que en Gomis defineix com un resum de pensaments de grans personatges, amb la lectura dels quals ha gaudit cada dia abans de començar la feina. Són els següents: 
1. Als homes se’ls pot aplicar aquella vella inscripció gravada pels ferrers a les claus que forjaven: "Si estic quieta em rovello".
2. O passem per la vida fent-la formosa, o la vida passa per damunt d'un mateix omplint-lo d'angoixa. No hi ha elecció.
3. No deixis d'agrair cap favor que et facin. Fes favors encara que no te’ls agraeixin; encara que els oblidin; encara que els ignorin.
4. La teva acció serà eficaç si no caus en els vicis de: ser vanitós, superb, orgullós. Ser excessivament susceptible. Creure que sempre tens raó. Voler tenir l'última paraula. No tenir consciència de les pròpies limitacions. Parlar del que no saps.
5. Somriu. Per arronsar el front s'han de moure setanta-dos músculs. Per somriure, només catorze.
6. Sigues cordial. Parla i actua com si et resultés un veritable plaer tot el que fa. Interessa’t profundament i sincera pels altres. Si t'ho proposes, pots sentir simpatia per quasi tothom.
7. Sigues sempre generós en l'elogi i mesurat en la crítica.
8. No desestimis les opinions dels altres. Per norma general les solucions a cada problema poden enfocar-se des de tres punts de vista: el teu, el de l'altre, i el correcte.
9. Estigues sempre disposat a ser útil. El més important en la vida és ser útil als altres.
10. Si fas això i hi afegeixes una mica de sentit de l'humor, una gran dosi de paciència i una mica d'humilitat seràs reconegut amb escreix".

Parlament de les Festes Pompeu Fabra, Montblanc 1970
"Senyor President i membres de la comissió organitzadora de les Festes, senyores, senyors; gent que aquí us heu congregat per aquesta festa de poesia, de tradició i amor. Voldria que tots poguéssiu perfectament entendre'm. Jo faré per la meva part tot el possible essent breu i concís. Però ja us diré per endavant allò que deia Ramon Llull: "Si no ens entenem pel llenguatge, ens entendrem per simpatia, ens entendrem per afecte i ens entendrem per amor."
Entre altres coses fonamentals, jo penso que aquí hem vingut a viure la tradició. És un refrigeri per l'ànima, per a l'esperit, per a la intel·ligència, el retrobar-nos en la claror d'aquest ambient. Retrobar-nos aquí, al lloc on tant s'ha agitat la història del nostre poble i li han transcorregut episodis transcendentals. Dies de glòria i de desgràcia i malaurança. Tot això recorda aquesta esglèsia. Tot això recorden els merlets que circumden la nostra estimada Vila i marquen, amb la seva presència, la presència de la tradició que vivifica el nostre poble, que dóna als pobles ànima per perdurar en la successió dels segles, en la successió dels temps.
D'altra banda, ho confesso ben sincerament, jo no havia vist mai una festa com aquesta. Constitueix realment un gran espectacle i si em pregunteu el perquè us diré: perquè crec que la festa sou vosaltres. La festa és la vibració dels vostres cors, és la joia, l'alegria que vessa dels vostres rostres.
I precisament és aquesta festa la que revela l'existència d'una ànima col·lectiva, en la unanimitat dels sentiments. I tota ànima col·lectiva es manifesta per l'esperit, pel goig, per la joia. Fins al punt que si un poble no és capaç de formar en ell mateix una ànima col·lectiva que es manifesta pel goig, aquest poble no té esperit i, per tant, no és poble i sí un conjunt impersonal d'individus sense personalitat ni caràcter.
I què us diria, als poetes de la nostra estimada terra que heu vingut per rebre els vostres premis o per estar presents en aquest acte? El misteri de la poesia està íntimament lligat al misteri del llenguatge. El poeta és el que crida les paraules; les paraules de vegades vénen àgils com un ocell, de vegades vénen amb recança. Són les paraules les que de vegades fan vibrar d'emoció els nostres cors, i aleshores esdevé aquesta realitat de la poesia. Per això és tan interessant, tan fonamental la fidelitat del poeta al seu llenguatge, fidelitat que ha de ser mantinguda sempre si es vol mantenir la poesia, i que s'h de mantenir amb tota dignitat.
Valdria la pena que després de tants treballs per reconstruir la vitalitat del nostre llenguatge, per depurar-lo, per portar-hi totes les nostres il·lusions, totes les nostres ambicions, per transformar-lo en un instrument d'expressió tan pur com pugui ser el de qualsevol altre llenguatge dels nostres dies... Tot això perquè hagi de consumir-se en la indignitat?
Poetes, escriptors, amics: conservem entre tots la dignitat - en la més àmplia accepció de la paraula - del nostre llenguatge. Que aquesta flama viva, popular, nascuda fa tant de temps a Cantonigròs, del Collsacabra, ens serveixi a tots com a símbol i realitat d'una cultura i ens ajudi a envestir l'esdevenidor. I envestir-lo amb el famós trilema dels Jocs Florals, que conicideix amb les tres grans virtuts: la Fe, l'Esperança i l'Amor. Amor i també generositat entre nosaltres i entre tots els altres, que tenim mútuament moltes coses per perdonar-nos.
En el moment de la clausura d'aquesta acte vull dir-vos que si a Montblanc, la nostra estimada Vila, li fos possible dir alguna cosa en aquests moments, en dir-vos adéu, obrint de goig els seus portals i muralles, afegiria: "Gràcies amics per com m'heu honorat amb la vostra presència."